# Liste der Biografien/Stue
Liste der Biografien |
Portal Biografien |
Personensuche
# |
A |
B |
C |
D |
E |
F |
G |
H |
I |
J |
K |
L |
M |
N |
O |
P |
Q |
R |
S |
T |
U |
V |
W |
X |
Y |
Z |
?
 
Sa |
Sb |
Sc |
Sd |
Se |
Sf |
Sg |
Sh |
Si |
Sj |
Sk |
Sl |
Sm |
Sn |
So |
Sp |
Sq |
Sr |
Ss |
St |
Su |
Sv |
Sw |
Sy |
Sz
 
Sta |
Ste |
Sth |
Sti |
Stj |
Stl |
Sto |
Str |
Sts |
Stt |
Stu |
Stv |
Stw |
Sty
 
Stua |
Stub |
Stuc |
Stud |
Stue |
Stuf |
Stug |
Stuh |
Stui |
Stuj |
Stuk |
Stul |
Stum |
Stun |
Stup |
Stur |
Stus |
Stut |
Stuu |
Stuv |
Stuw |
Stux |
Stuy
Die Liste der Biografien führt alle Personen auf, die in der deutschsprachigen Wikipedia einen Artikel haben. Dieses ist eine Teilliste mit 11 Einträgen von Personen, deren Namen mit den Buchstaben „Stue“ beginnt.

## Stue

### Stueb
- Stuebe, Jim, Tonmeister
- Stueber, Carl (1893–1984), deutscher Komponist und Musikwissenschaftler sowie Intendant des MDR
- Stuebs, Albin (1900–1977), deutscher Schriftsteller und Journalist

### Stueh
- Stuehl, Joel (* 1982), deutscher Schauspieler

### Stuer
- Stuer, Julian (* 1990), deutscher Pokerspieler
- Stüer, Philipp (* 1976), deutscher Ruderer
- Stuer-Lauridsen, Lisbet (* 1968), dänische Badmintonspielerin
- Stuer-Lauridsen, Thomas (* 1971), dänischer Badmintonspieler
- Stuermer, Daryl (* 1952), US-amerikanischer Musiker und GitarristDaryl Stuermer (* 1952)

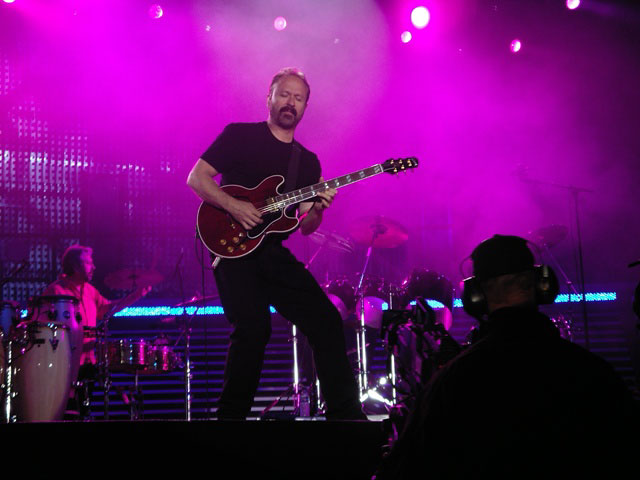
Daryl Stuermer (* 1952)

- Stuertz, Sebastian (* 1974), deutscher Autor, Designer, Regisseur und Musiker

### Stuew
- Stuewer, Roger H. (1934–2022), US-amerikanischer Wissenschaftshistoriker